# Codalet
Codalet [kodalɛt]  est une commune française située dans le centre du département des Pyrénées-Orientales, en région Occitanie. Sur le plan historique et culturel, la commune est dans le pays de Conflent, correspondant à l'ensemble des vallées pyrénéennes qui « confluent » avec le lit creusé par la Têt entre Mont-Louis et Rodès.
Exposée à un climat océanique altéré, elle est drainée par la Têt, la Llitéra, le ruisseau de Mardé. La commune possède un patrimoine naturel remarquable composé de deux zones naturelles d'intérêt écologique, faunistique et floristique.
Codalet est une commune urbaine qui compte 353 habitants en 2022. Elle est dans l'unité urbaine de Prades et fait partie de l'aire d'attraction de Prades. Ses habitants sont appelés les Codalétois ou  Codalétoises.

## Géographie

### Localisation
La commune de Codalet se trouve dans le département des Pyrénées-Orientales, en région Occitanie.
Elle se situe à 40 km à vol d'oiseau de Perpignan, préfecture du département, et à 1 km de Prades, sous-préfecture.
Les communes les plus proches sont : 
Prades (0,9 km), Ria-Sirach (1,4 km), Catllar (2,6 km), Taurinya (3,4 km), Clara-Villerach (3,5 km), Los Masos (3,9 km), Villefranche-de-Conflent (4,8 km), Conat (4,9 km).
Sur le plan historique et culturel, Codalet fait partie de la région de Conflent, héritière de l'ancien comté de Conflent et de la viguerie de Conflent. Ce pays correspond à l'ensemble des vallées pyrénéennes qui « confluent » avec le lit creusé par la Têt entre Mont-Louis, porte de la Cerdagne, et Rodès, aux abords de la plaine du Roussillon.

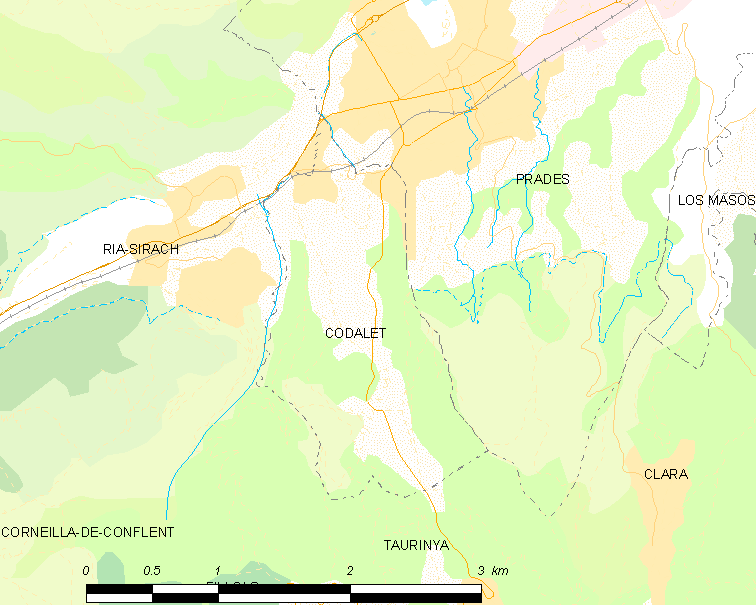
Situation de la commune.

| Ria-Sirach |          | Prades |
|            | Codalet  |        |
|            | Taurinya |        |

### Géologie et relief

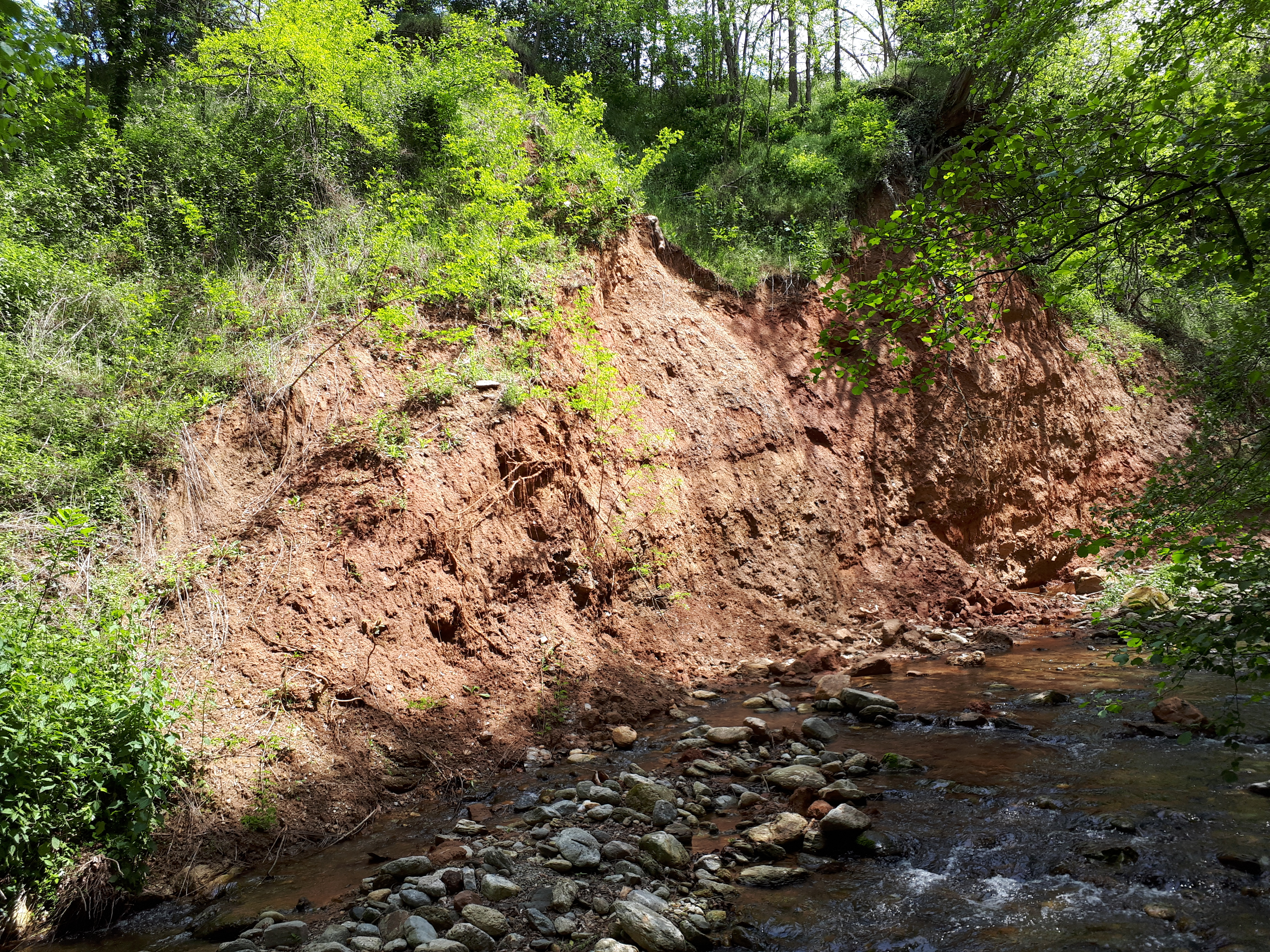
Affleurement de la Formation de Codalet dans le lit de la Llitera, en-dessous de St-Michel de Cuxa.

La quasi-totalité de la commune repose sur des dépôts néogènes, vieux de moins de 30 millions d'années,.
Les principales formations se sont déposées dans un bassin tectonique à l'époque du Miocène. Parmi celles-ci, la formation inférieure de Codalet est plus argileuse et présente une couleur rougeâtre marquée, tandis que la formation plus jeune d'Escaro est sableuse, plus claire et contient d'énormes blocs de gneiss.
Des millions d'années plus tard, pendant une partie antérieure de l'actuel Quaternaire, la Têt, qui coulait à environ 100 mètres au-dessus de son altitude actuelle, a creusé une large terrasse ouest-est dans ces dépôts miocènes. Des vestiges distinctifs de cette "haute terrasse", aujourd'hui disséquée et recouverte de dépôts de sable et de gravier quaternaires déposés par la Têt, se trouvent le long du chemin de Nogarol et entre le canal de Bohère et la chapelle St-Jean.

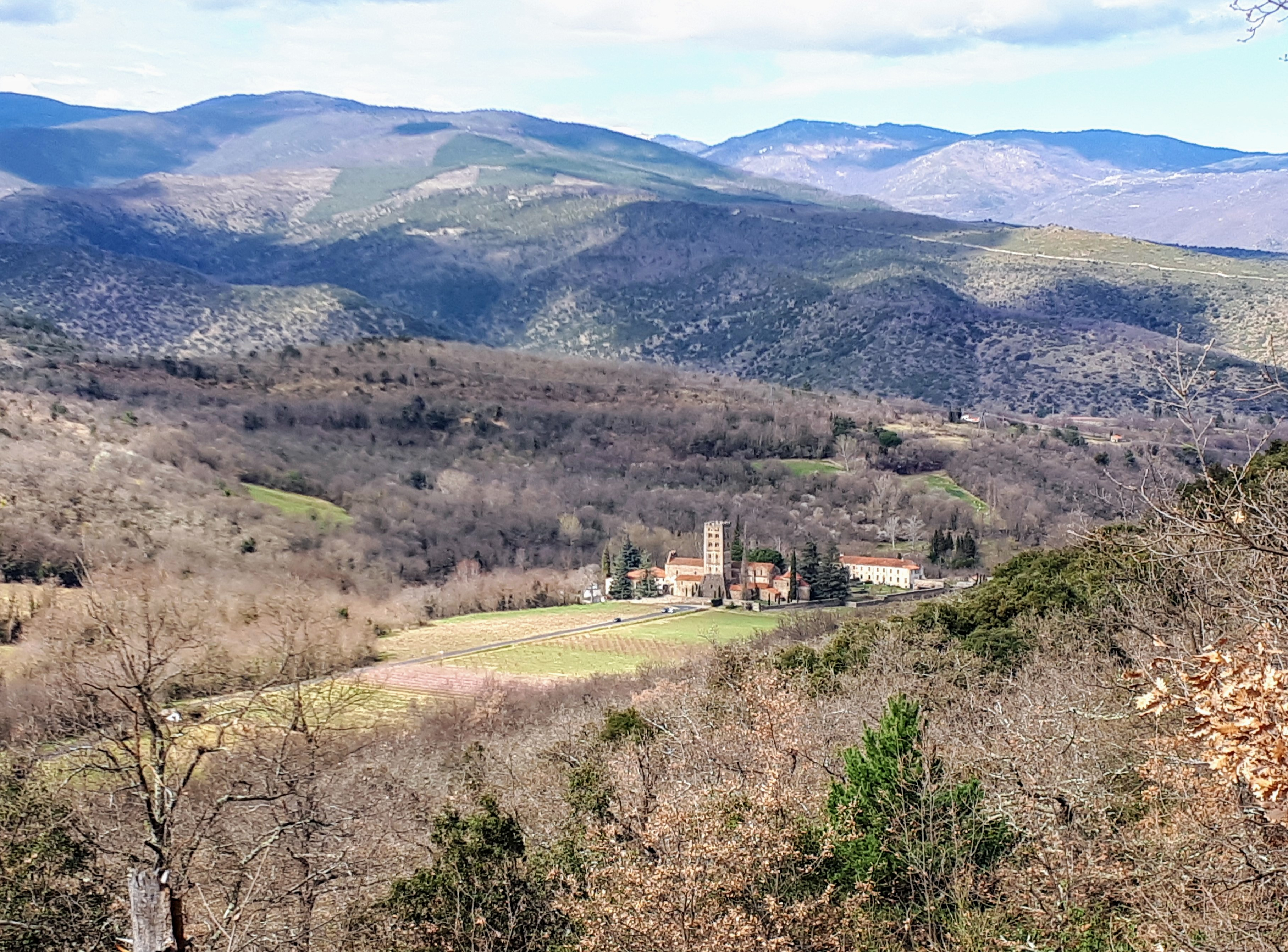
L'abbaye est située sur une terrasse fluviale quaternaire à une altitude d'environ 460 mètres, soit une vingtaine de mètres au-dessus du cours actuel de la rivière Llitera.

Les terrains les plus bas, de St Michel de Cuxa jusqu'au village de Codalet et l'extrémité nord de la commune, reposent pour la plupart sur des dépôts quaternaires déposés par la Têt et la Llitera à une date géologique plus récente.

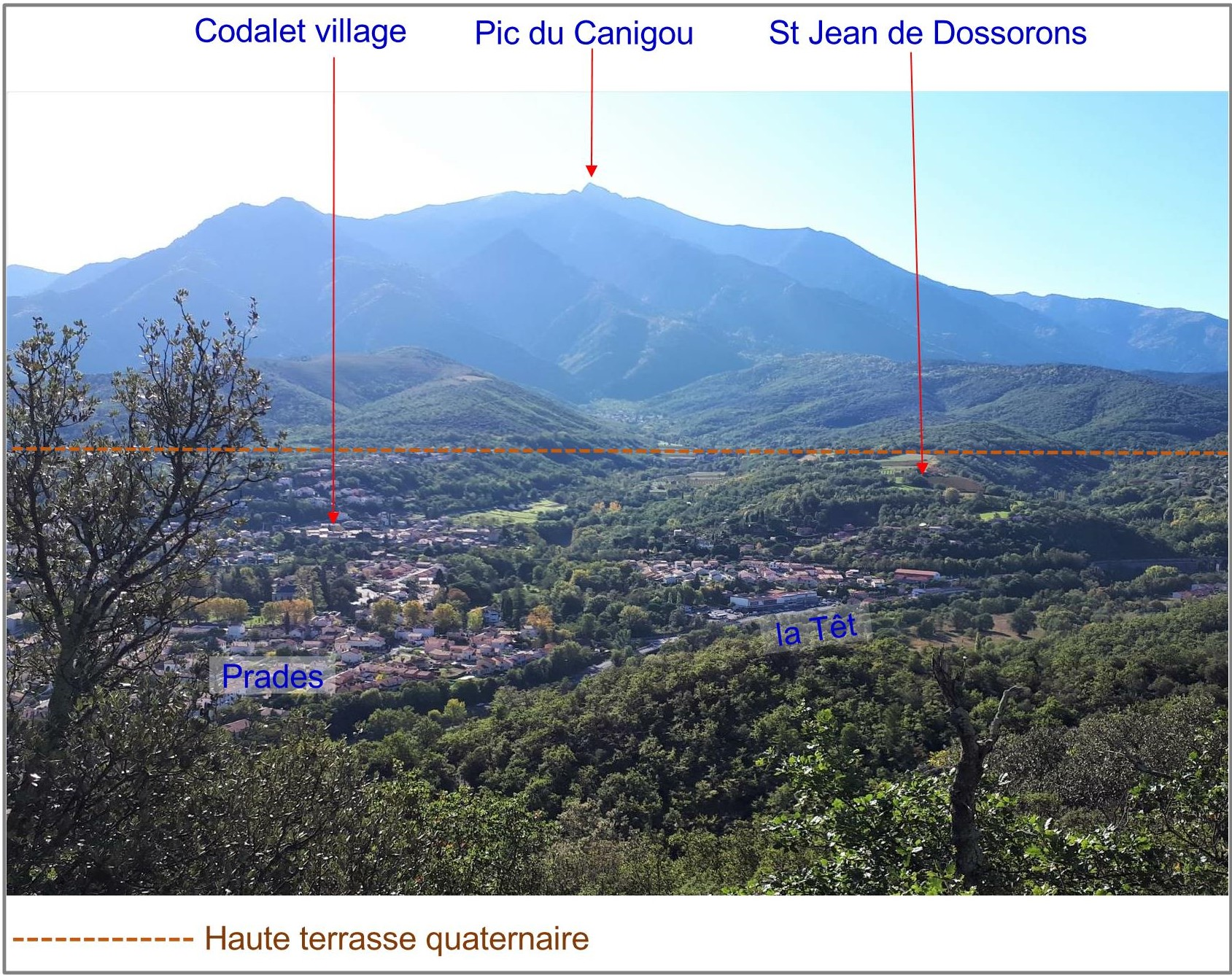
Vue du nord en direction de la commune de Codalet.

La commune est classée en zone de sismicité 3, correspondant à une sismicité modérée.

### Climat
Pour des articles plus généraux, voir Climat de l'Occitanie et Climat des Pyrénées-Orientales.
En 2010, le climat de la commune est de type climat océanique altéré, selon une étude du CNRS s'appuyant sur une série de données couvrant la période 1971-2000. En 2020, Météo-France publie une typologie des climats de la France métropolitaine dans laquelle la commune est exposée à un climat de montagne ou de marges de montagne et est dans la région climatique Pyrénées orientales, caractérisée par une faible pluviométrie, un très bon ensoleillement (2 600 h/an), un air sec, particulièrement en hiver et peu de brouillards.
Pour la période 1971-2000, la température annuelle moyenne est de 12,9 °C, avec une amplitude thermique annuelle de 14,8 °C. Le cumul annuel moyen de précipitations est de 779 mm, avec 5,8 jours de précipitations en janvier et 4,6 jours en juillet. Pour la période 1991-2020, la température moyenne annuelle observée sur la station météorologique la plus proche, située sur la commune d'Eus à 5 km à vol d'oiseau, est de 13,6 °C et le cumul annuel moyen de précipitations est de 539,8 mm,. Pour l'avenir, les paramètres climatiques de la commune estimés pour 2050 selon différents scénarios d’émission de gaz à effet de serre sont consultables sur un site dédié publié par Météo-France en novembre 2022.

### Milieux naturels et biodiversité
L’inventaire des zones naturelles d'intérêt écologique, faunistique et floristique (ZNIEFF) a pour objectif de réaliser une couverture des zones les plus intéressantes sur le plan écologique, essentiellement dans la perspective d’améliorer la connaissance du patrimoine naturel national et de fournir aux différents décideurs un outil d’aide à la prise en compte de l’environnement dans l’aménagement du territoire.
Une ZNIEFF de type 1 est recensée sur la commune :
la « grotte de Sirach » (52 ha), couvrant 2 communes du département et une ZNIEFF de type 2, : 
la « vallée du Conflent » (5 742 ha), couvrant 12 communes du département.

Carte des ZNIEFF de type 1 et 2 à Codalet.
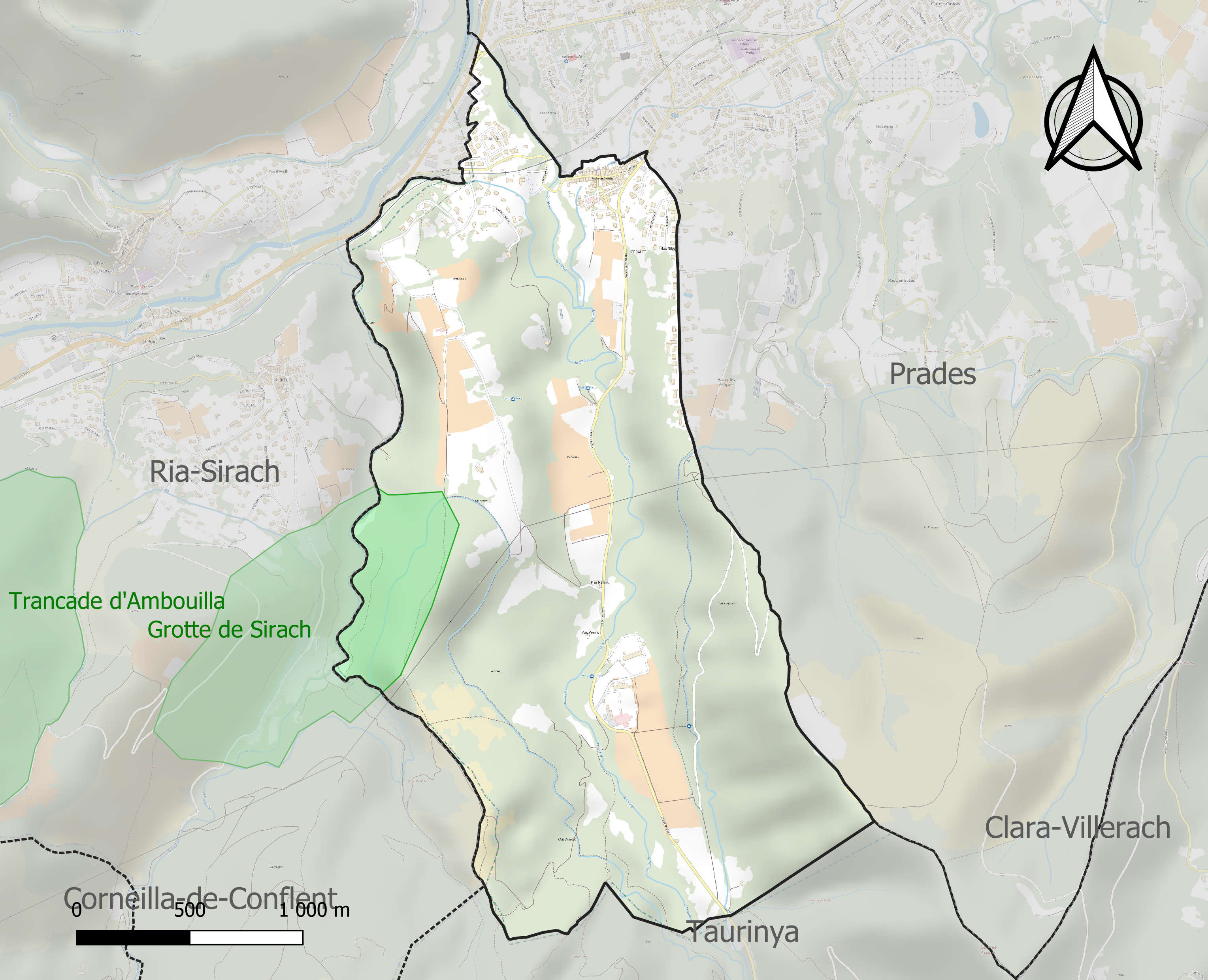
Carte de la ZNIEFF de type 1 sur la commune.
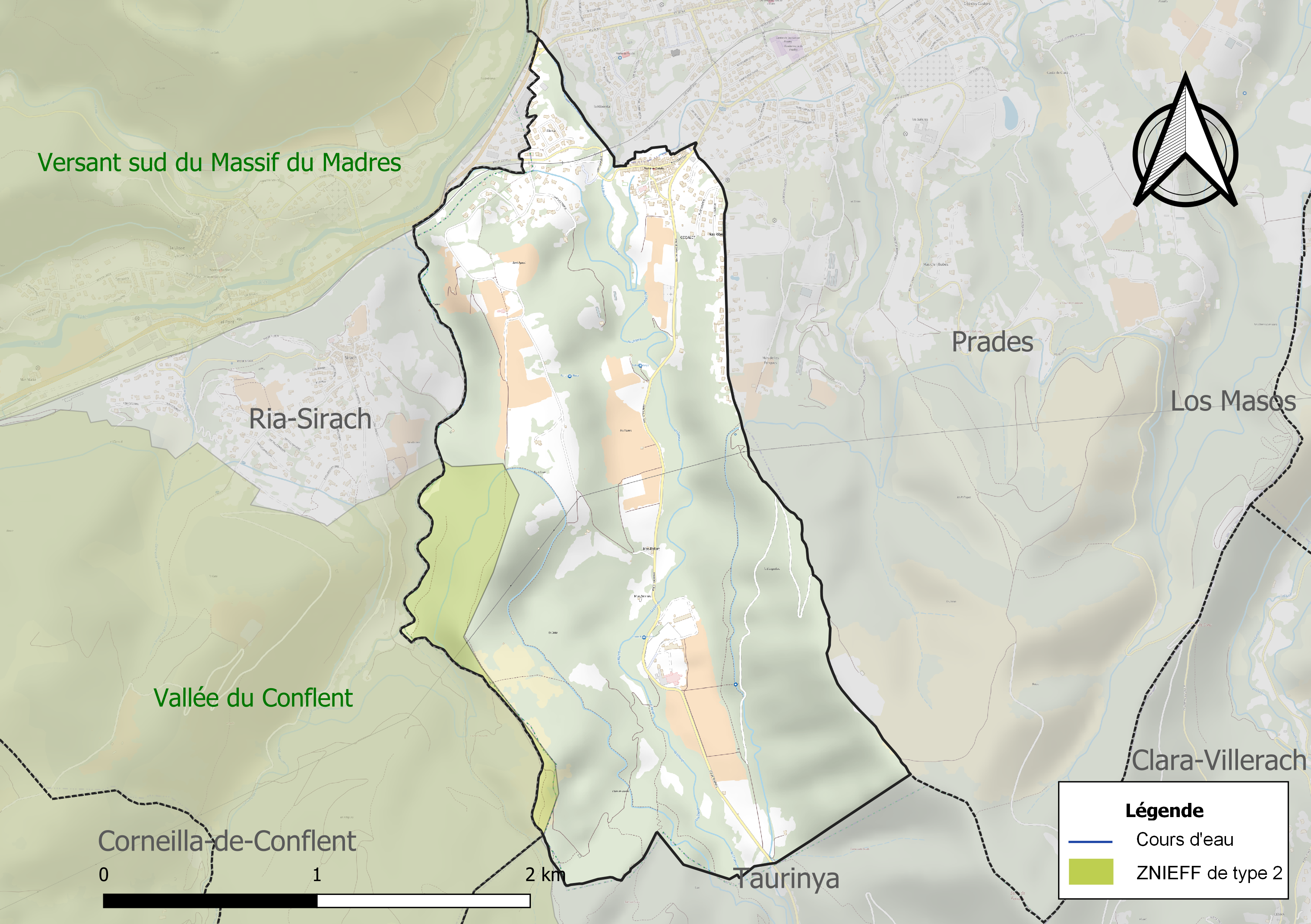
Carte de la ZNIEFF de type 2 sur la commune.

## Urbanisme

### Typologie
Au 1er janvier 2024, Codalet est catégorisée petite ville, selon la nouvelle grille communale de densité à sept niveaux définie par l'Insee en 2022.
Elle appartient à l'unité urbaine de Prades, une agglomération intra-départementale regroupant cinq  communes, dont elle est une commune de la banlieue,,. Par ailleurs la commune fait partie de l'aire d'attraction de Prades, dont elle est une commune du pôle principal,. Cette aire, qui regroupe 26 communes, est catégorisée dans les aires de moins de 50 000 habitants,.

### Occupation des sols
L'occupation des sols de la commune, telle qu'elle ressort de la base de données européenne d’occupation biophysique des sols Corine Land Cover (CLC), est marquée par l'importance des forêts et milieux semi-naturels (51,5 % en 2018), en augmentation par rapport à 1990 (41,3 %). La répartition détaillée en 2018 est la suivante : 
forêts (42,7 %), zones agricoles hétérogènes (26,1 %), cultures permanentes (12,3 %), zones urbanisées (10 %), milieux à végétation arbustive et/ou herbacée (8,8 %). L'évolution de l’occupation des sols de la commune et de ses infrastructures peut être observée sur les différentes représentations cartographiques du territoire : la carte de Cassini (XVIIIe siècle), la carte d'état-major (1820-1866) et les cartes ou photos aériennes de l'IGN pour la période actuelle (1950 à aujourd'hui).

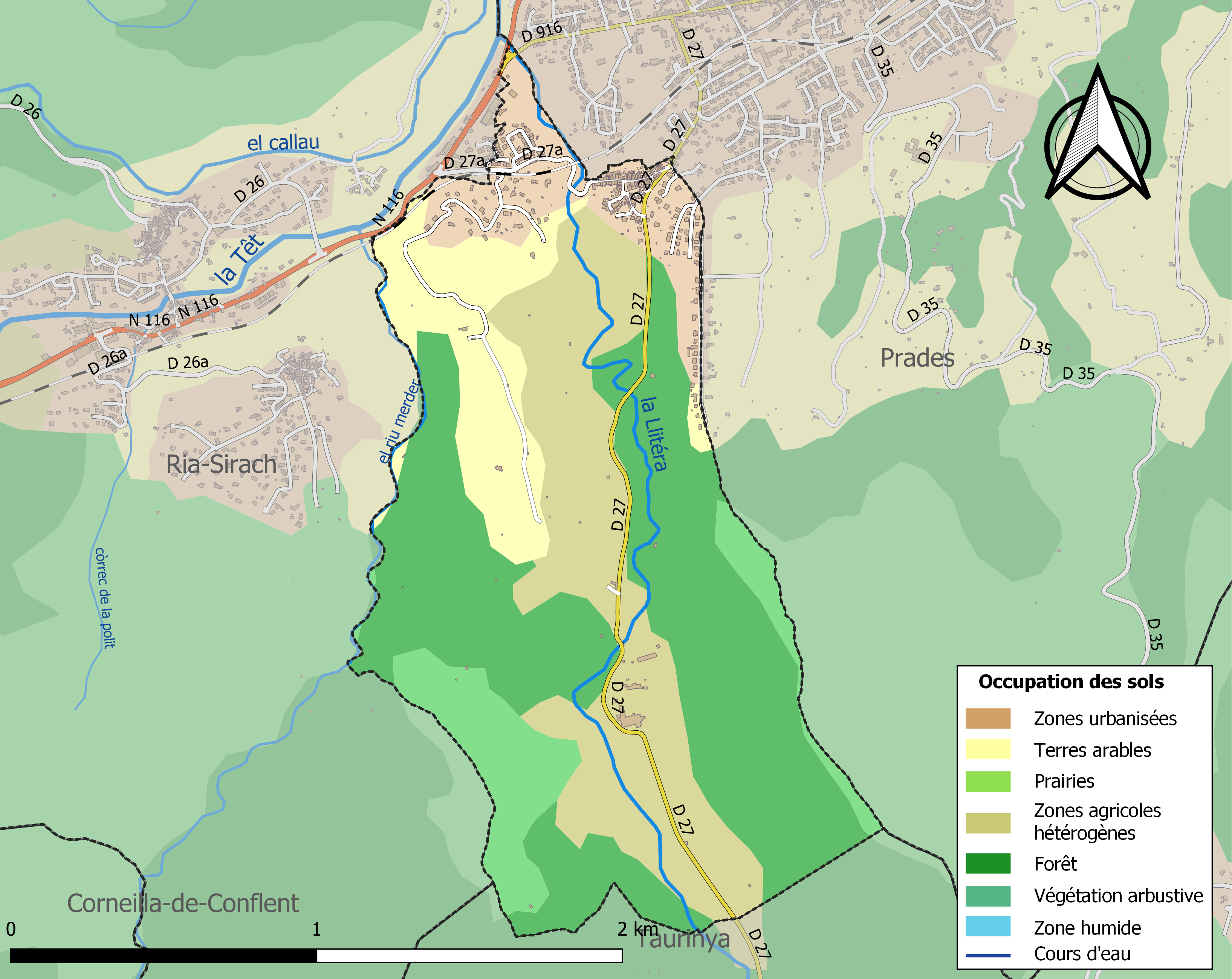
Carte des infrastructures et de l'occupation des sols de la commune en 2018 (CLC).

### Voies de communication et transports
La ligne 527 du réseau régional liO relie la commune à Prades.

### Risques majeurs
Le territoire de la commune de Codalet est vulnérable à différents aléas naturels : inondations, climatiques (grand froid ou canicule), feux de forêts, mouvements de terrains et séisme (sismicité modérée). Il est également exposé à deux risques technologiques,  le transport de matières dangereuses et la rupture d'un barrage, et à un risque particulier, le risque minier,.

#### Risques naturels
Certaines parties du territoire communal sont susceptibles d’être affectées par le risque d’inondation par crue torrentielle de cours d'eau du bassin de la Têt.
Les mouvements de terrains susceptibles de se produire sur la commune sont soit des mouvements liés au retrait-gonflement des argiles, soit des glissements de terrains, soit des effondrements liés à des cavités souterraines. Une cartographie nationale de l'aléa retrait-gonflement des argiles permet de connaître les sols argileux ou marneux susceptibles vis-à-vis de ce phénomène. L'inventaire national des cavités souterraines permet par ailleurs de localiser celles situées sur la commune.
Ces risques naturels sont pris en compte dans l'aménagement du territoire de la commune par le biais d'un plan de prévention des risques inondations et mouvements de terrains.

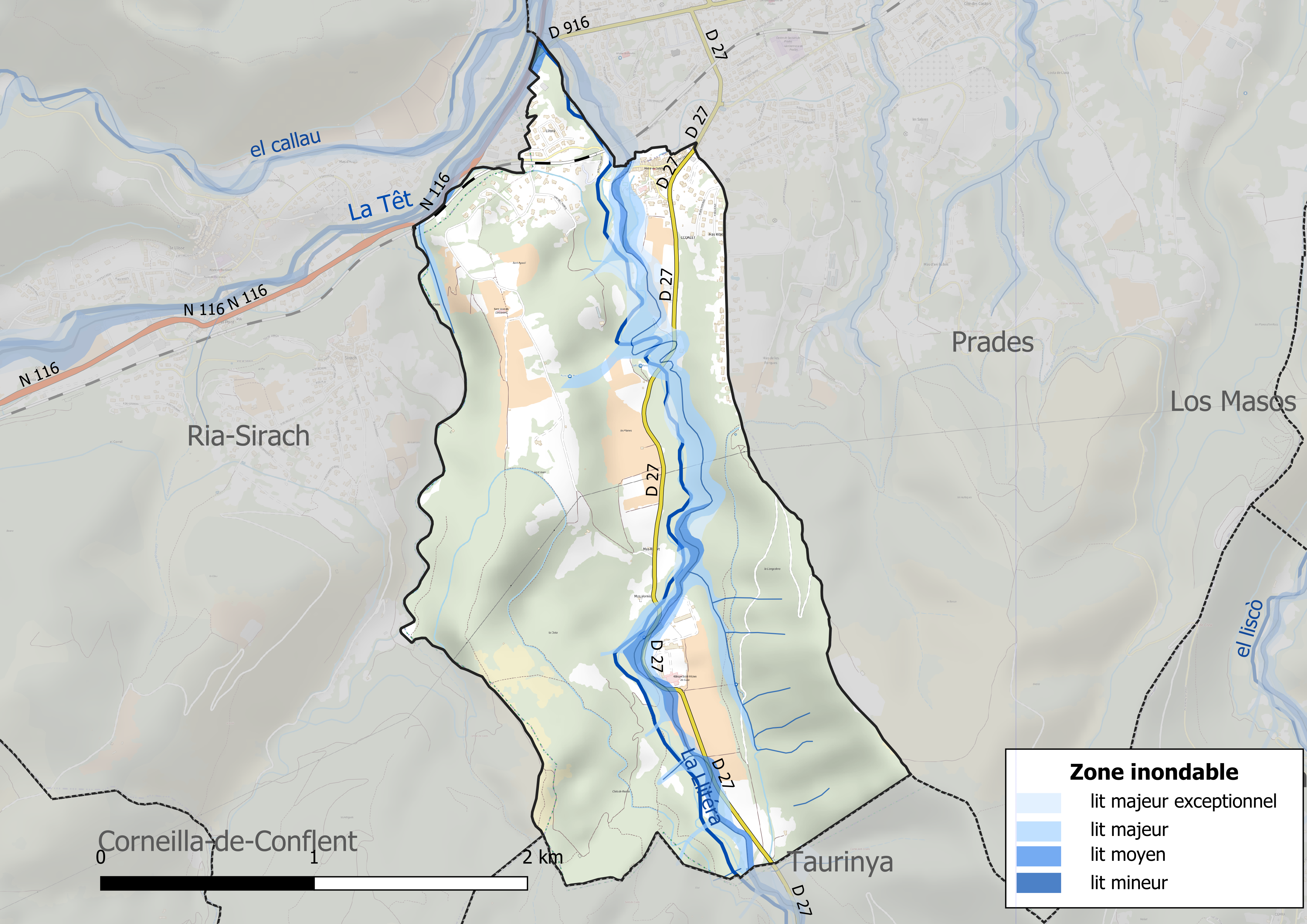
Carte des zones inondables.
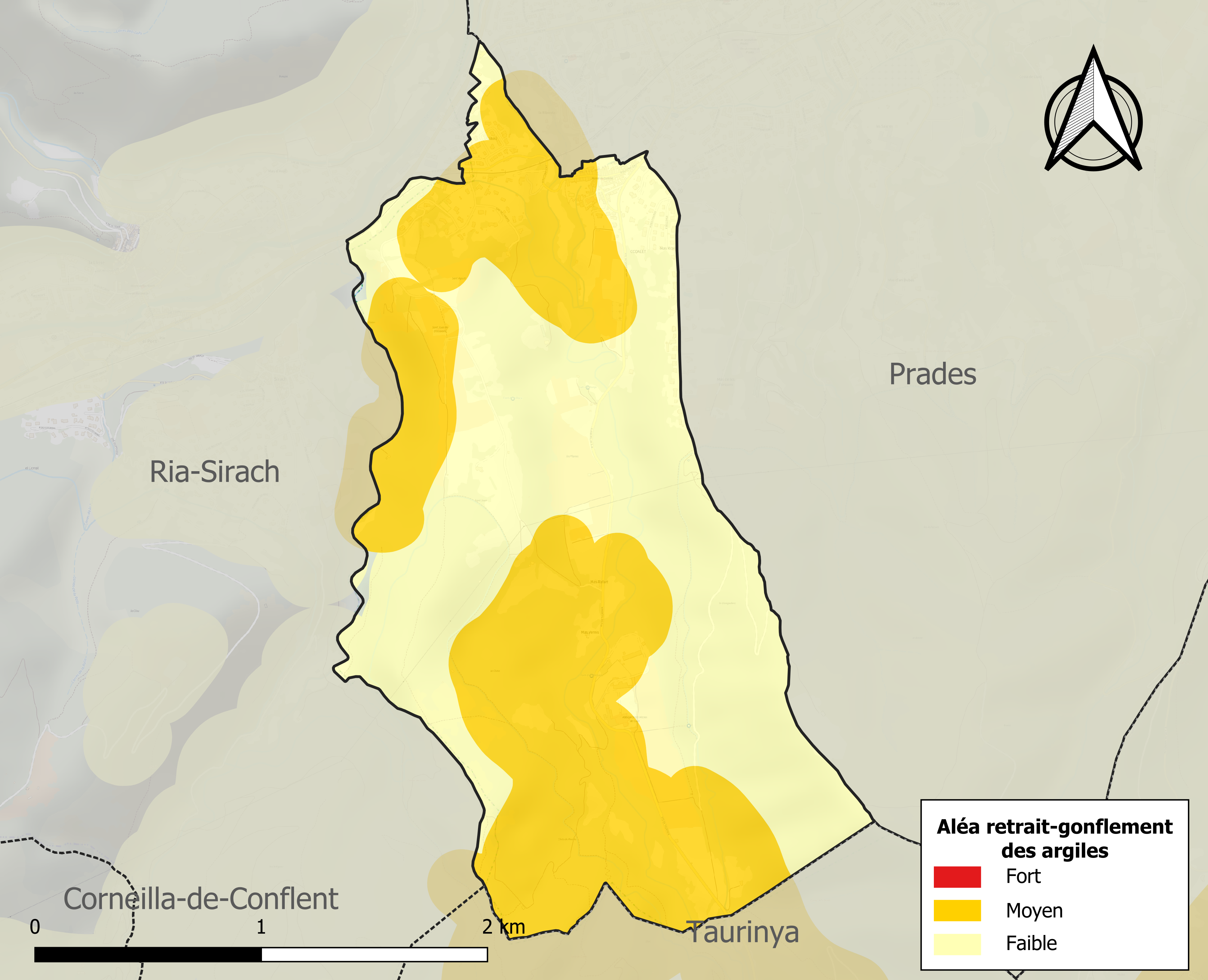
Carte des zones d'aléa retrait-gonflement des argiles.

#### Risques technologiques
Le risque de transport de matières dangereuses sur la commune est lié à sa traversée par une route à fort trafic. Un accident se produisant sur une telle infrastructure est en effet susceptible d’avoir des effets graves au bâti ou aux personnes jusqu’à 350 m, selon la nature du matériau transporté. Des dispositions d’urbanisme peuvent être préconisées en conséquence.
Dans le département des Pyrénées-Orientales, on dénombre sept grands barrages susceptibles d’occasionner des dégâts en cas de rupture. La commune fait partie des 66 communes susceptibles d’être touchées par l’onde de submersion consécutive à la rupture d’un de ces barrages, le barrage des Bouillouses sur la Têt, un ouvrage de 17,5 m de hauteur construit en 1910.

#### Risque particulier
La commune est concernée par le risque minier, principalement lié à l’évolution des cavités souterraines laissées à l’abandon et sans entretien après l’exploitation des mines.

## Toponymie
Le nom de la commune est identique en français et en catalan.

## Histoire

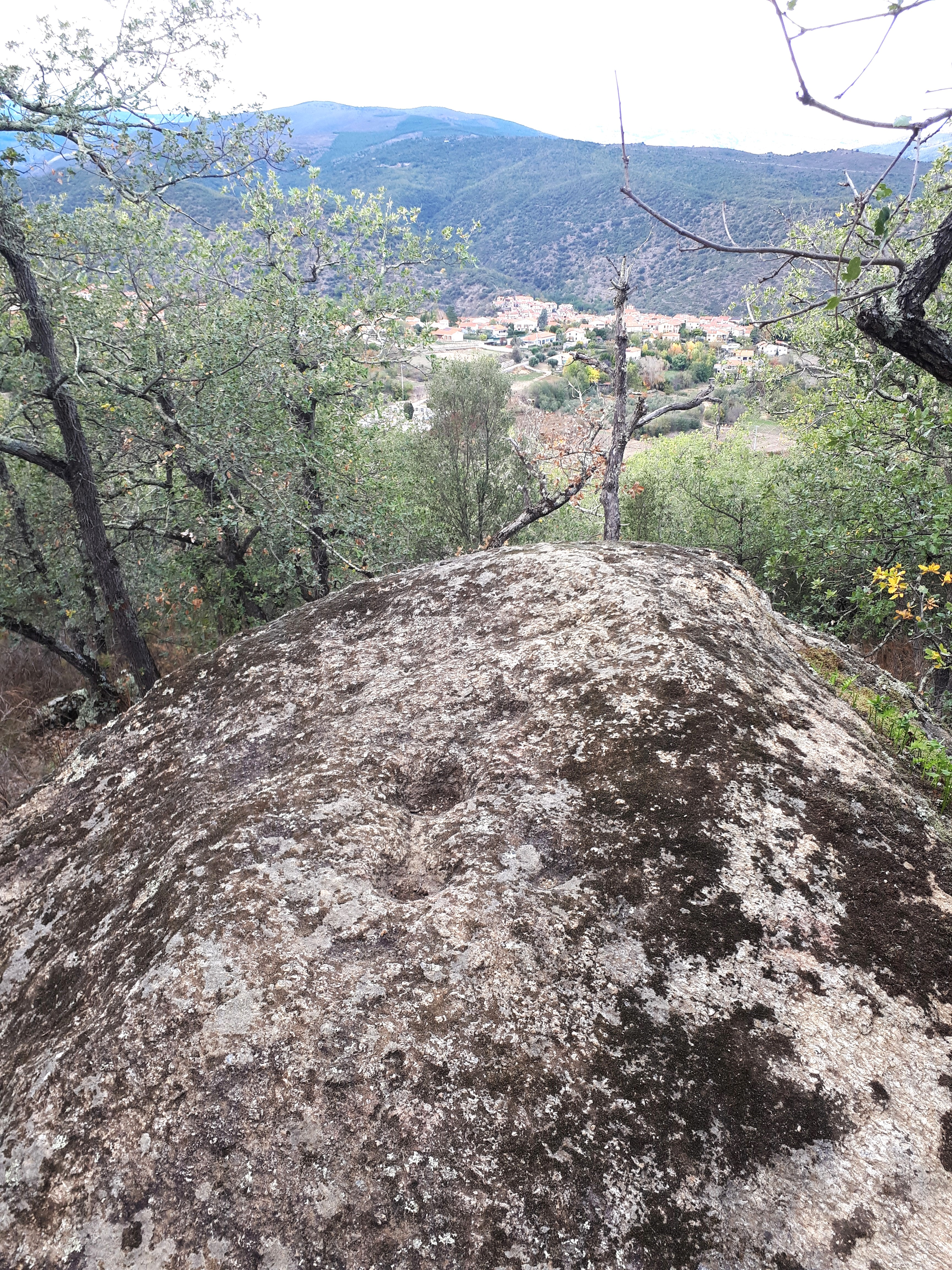
Rocher à cupules mégalithique, Codalet, altitude 540m, sur une grosse pierre de gneiss de Canigou, dans la formation d'Escaro (Miocène). Au loin : le village de Sirach.

## Politique et administration

### Canton
En 1790, la commune de Codalet est incluse dans le canton de Prades, qu'elle n'a jamais quitté par la suite.
À compter des élections départementales de 2015, la commune est incluse dans le nouveau canton des Pyrénées catalanes.

### Liste des maires
| Période   | Période   | Identité           | Étiquette | Qualité |
| --------- | --------- | ------------------ | --------- | ------- |
| 1790      | 1795      | Jean Bonell        |           |         |
| 1795      | 1796      | Joseph Auzat       |           |         |
| 1796      | 1798      | Jean Salgues       |           |         |
| 1798      | 1799      | Simon Cazes        |           |         |
| 1799      | 1808      | François Sicart    |           |         |
| 1808      | 1815      | Jean Salgues       |           |         |
| 1815      | 1846      | Jean Raffart       |           |         |
| 1846      | 1861      | Félix Patuel       |           |         |
| 1861      | 1864      | Michel Gaillarde   |           |         |
| 1864      | 1870      | Pierre Raffart     |           |         |
| 1870      | 1874      | Bonaventure Galiay |           |         |
| 1874      | 1876      | Pierre Raffart     |           |         |
| 1876      | 1877      | Bonaventure Galiay |           |         |
| 1877      | 1878      | Pierre Raffart     |           |         |
| 1878      | 1881      | Joseph Joli        |           |         |
| 1881      | 1885      | Rémy Jacomy        |           |         |
| 1885      | 1892      | Jean Porra         |           |         |
| 1892      | 1900      | Joseph Galiay      |           |         |
| 1900      | 1908      | Pierre Marty       |           |         |
| 1908      | 1914      | Jean Poncet        |           |         |
| 1914      | 1916      | Jean Felip         |           |         |
| 1916      | 1917      | Jean Bonneil       |           |         |
| 1917      | 1919      | Jean Poncet        |           |         |
| 1919      | 1922      | Gaudérique Parent  |           |         |
| 1922      | 1935      | Antoine Vergès     |           |         |
| 1935      | 1939      | Paul Frère         |           |         |
| 1939      | 1940      | Pierre Normand     |           |         |
| 1940      | 1944      | Paul Frère         |           |         |
| 1944      | 1952      | Gilles Selve       |           |         |
| 1952      | 1965      | Edmond Vergès      |           |         |
| 1965      | 1995      | Sébastien Camps    |           |         |
| 1995      | mars 2008 | Charles Corp       |           |         |
| mars 2008 | 2020      | Serge Juanchich,   |           |         |
| 2020      | En cours  | Michel Llanas      |           |         |

## Population et société

### Démographie ancienne
La population est exprimée en nombre de feux (f) ou d'habitants (H).
| 1358 | 1365 | 1378 | 1470 | 1515 | 1553 | 1709 | 1720 | 1767  |
| ---- | ---- | ---- | ---- | ---- | ---- | ---- | ---- | ----- |
| 61 f | 49 f | 20 f | 36 f | 46 f | 40 f | 29 f | 29 f | 299 H |

| 1774 | 1789 | - | - | - | - | - | - | - |
| ---- | ---- | - | - | - | - | - | - | - |
| 54 f | 56 f | - | - | - | - | - | - | - |

Notes :
- 1358 : dont 6 f pour le Val de Cuxa ;
- 1365 : dont 6 f pour Saint-Michel de Cuxa ;
- 1378 : dont 2 f pour le Val de Cuxa ;
- 1515 : dont 10 f pour Saint-Michel de Cuxa ;
- 1553 : dont 8 f pour Saint-Michel de Cuxa.

### Démographie contemporaine
L'évolution du nombre d'habitants est connue à travers les recensements de la population effectués dans la commune depuis 1793. Pour les communes de moins de 10 000 habitants, une enquête de recensement portant sur toute la population est réalisée tous les cinq ans, les populations de référence des années intermédiaires étant quant à elles estimées par interpolation ou extrapolation. Pour la commune, le premier recensement exhaustif entrant dans le cadre du nouveau dispositif a été réalisé en 2005.

En 2022, la commune comptait 353 habitants, en évolution de −7,83 % par rapport à 2016 (Pyrénées-Orientales : +3,92 %, France hors Mayotte : +2,11 %).
| 1793 | 1800 | 1806 | 1821 | 1831 | 1836 | 1841 | 1846 | 1851 |
| ---- | ---- | ---- | ---- | ---- | ---- | ---- | ---- | ---- |
| 400  | 257  | 251  | 304  | 305  | 311  | 297  | 321  | 325  |

| 1856 | 1861 | 1866 | 1872 | 1876 | 1881 | 1886 | 1891 | 1896 |
| ---- | ---- | ---- | ---- | ---- | ---- | ---- | ---- | ---- |
| 338  | 276  | 294  | 280  | 323  | 360  | 335  | 318  | 285  |

| 1901 | 1906 | 1911 | 1921 | 1926 | 1931 | 1936 | 1946 | 1954 |
| ---- | ---- | ---- | ---- | ---- | ---- | ---- | ---- | ---- |
| 288  | 322  | 301  | 230  | 254  | 269  | 279  | 295  | 311  |

| 1962 | 1968 | 1975 | 1982 | 1990 | 1999 | 2005 | 2006 | 2010 |
| ---- | ---- | ---- | ---- | ---- | ---- | ---- | ---- | ---- |
| 296  | 252  | 316  | 311  | 329  | 359  | 387  | 387  | 352  |

| 2015 | 2020 | 2022 | - | - | - | - | - | - |
| ---- | ---- | ---- | - | - | - | - | - | - |
| 380  | 359  | 353  | - | - | - | - | - | - |

| selon la population municipale des années : | 1968 | 1975 | 1982 | 1990 | 1999 | 2006 | 2009 | 2013 |
| Rang de la commune dans le département      | 124  | 110  | 116  | 116  | 116  | 117  | 120  | 121  |
| Nombre de communes du département           | 232  | 217  | 220  | 225  | 226  | 226  | 226  | 226  |

### Manifestations culturelles et festivités
- Fêtes patronales : 20 janvier et 1er août[44] ;
- Fête communale : 1er dimanche d'août[44].

## Économie

### Revenus
En 2018, la commune compte 178 ménages fiscaux, regroupant 361 personnes. La médiane du revenu disponible par unité de consommation est de 21 160 € (19 350 € dans le département).

### Emploi
|                | 2008   | 2013   | 2018   |
| -------------- | ------ | ------ | ------ |
| Commune        | 6,1 %  | 13,8 % | 10,5 % |
| Département    | 10,3 % | 12,9 % | 13,3 % |
| France entière | 8,3 %  | 10 %   | 10 %   |

En 2018, la population âgée de 15 à 64 ans s'élève à 181 personnes, parmi lesquelles on compte 68 % d'actifs (57,5 % ayant un emploi et 10,5 % de chômeurs) et 32 % d'inactifs,. En  2018, le taux de chômage communal (au sens du recensement) des 15-64 ans est inférieur à celui du département, mais supérieur à celui de la France, alors qu'en 2008 il était inférieur à celui de la France.
La commune fait partie du pôle principal de l'aire d'attraction de Prades,. Elle compte 21 emplois en 2018, contre 28 en 2013 et 49 en 2008. Le nombre d'actifs ayant un emploi résidant dans la commune est de 110, soit un indicateur de concentration d'emploi de 19,4 % et un taux d'activité parmi les 15 ans ou plus de 39,5 %.
Sur ces 110 actifs de 15 ans ou plus ayant un emploi, 13 travaillent dans la commune, soit 11 % des habitants. Pour se rendre au travail, 92,5 % des habitants utilisent un véhicule personnel ou de fonction à quatre roues, 3,9 % s'y rendent en deux-roues, à vélo ou à pied et 3,7 % n'ont pas besoin de transport (travail au domicile).

### Activités hors agriculture

#### Secteurs d'activités
12 établissements sont implantés  à Codalet au 31 décembre 2019.
Le secteur de la construction est prépondérant sur la commune puisqu'il représente 41,7 % du nombre total d'établissements de la commune (5 sur les 12 entreprises implantées  à Codalet), contre 14,3 % au niveau départemental.

### Agriculture
|               | 1988 | 2000 | 2010 | 2020 |
| ------------- | ---- | ---- | ---- | ---- |
| Exploitations | 17   | 5    | 4    | 3    |
| SAU (ha)      | 201  | 23   | 89   | 60   |

La commune est dans le Conflent, une petite région agricole occupant le centre-ouest du département des Pyrénées-Orientales. En 2020, l'orientation technico-économique de l'agriculture  sur la commune est la polyculture et/ou le polyélevage. Trois exploitations agricoles ayant leur siège dans la commune sont dénombrées lors du recensement agricole de 2020 (17 en 1988). La superficie agricole utilisée est de 60 ha,,.

## Culture locale et patrimoine

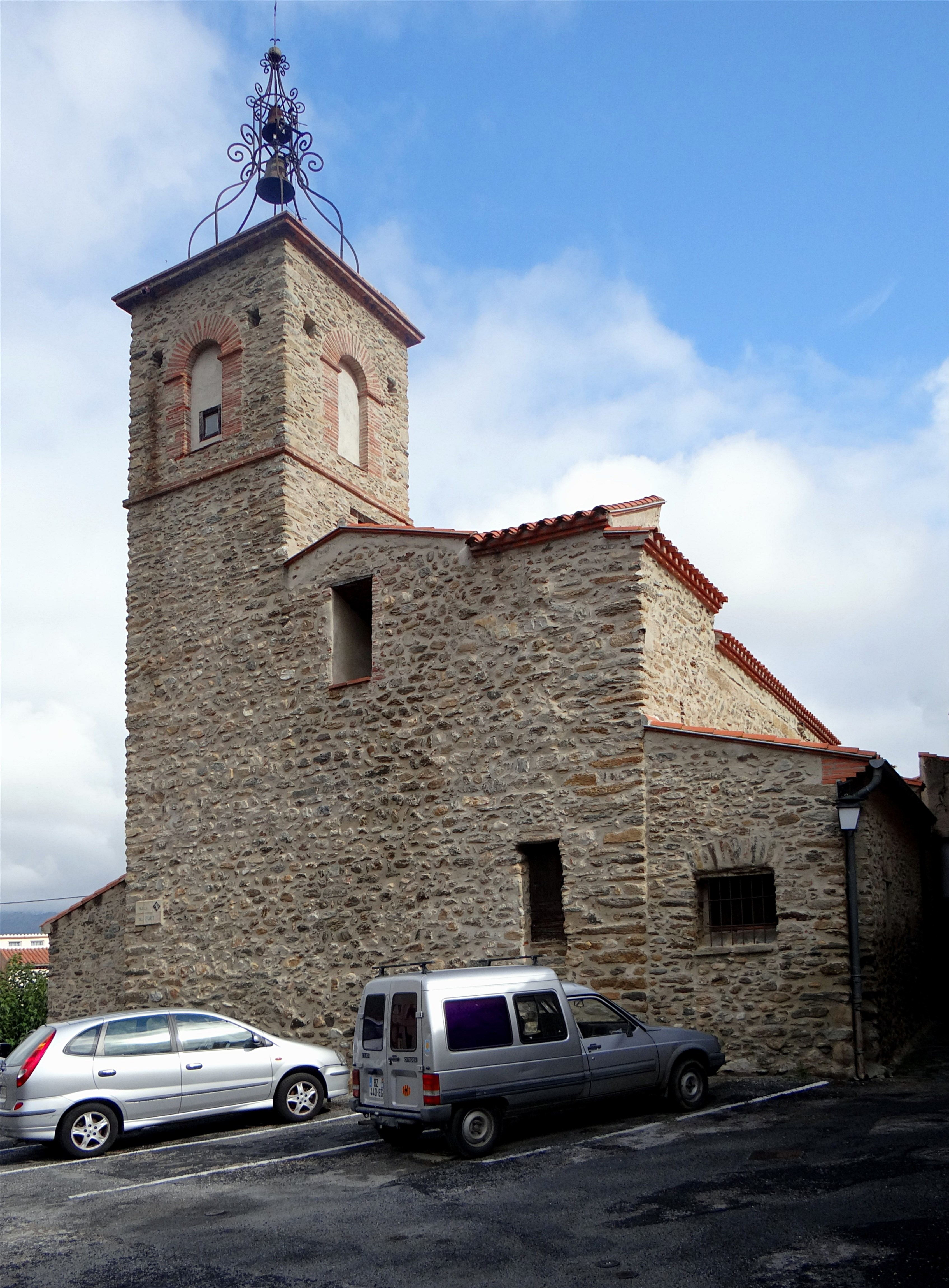
Église Saint-Félix de Codalet

### Monuments et lieux touristiques
- Abbaye Saint-Michel de Cuxa. L'abbaye a été classé au titre des monuments historiques en 1958[48]. De nombreux objets sont référencés dans la base Palissy (voir les notices liées)[48].
- Église Saint-Félix de Codalet.
- Chapelle Saint-Jean de Dossorons.
- Chapelle Saint-Pierre de Cuixà.

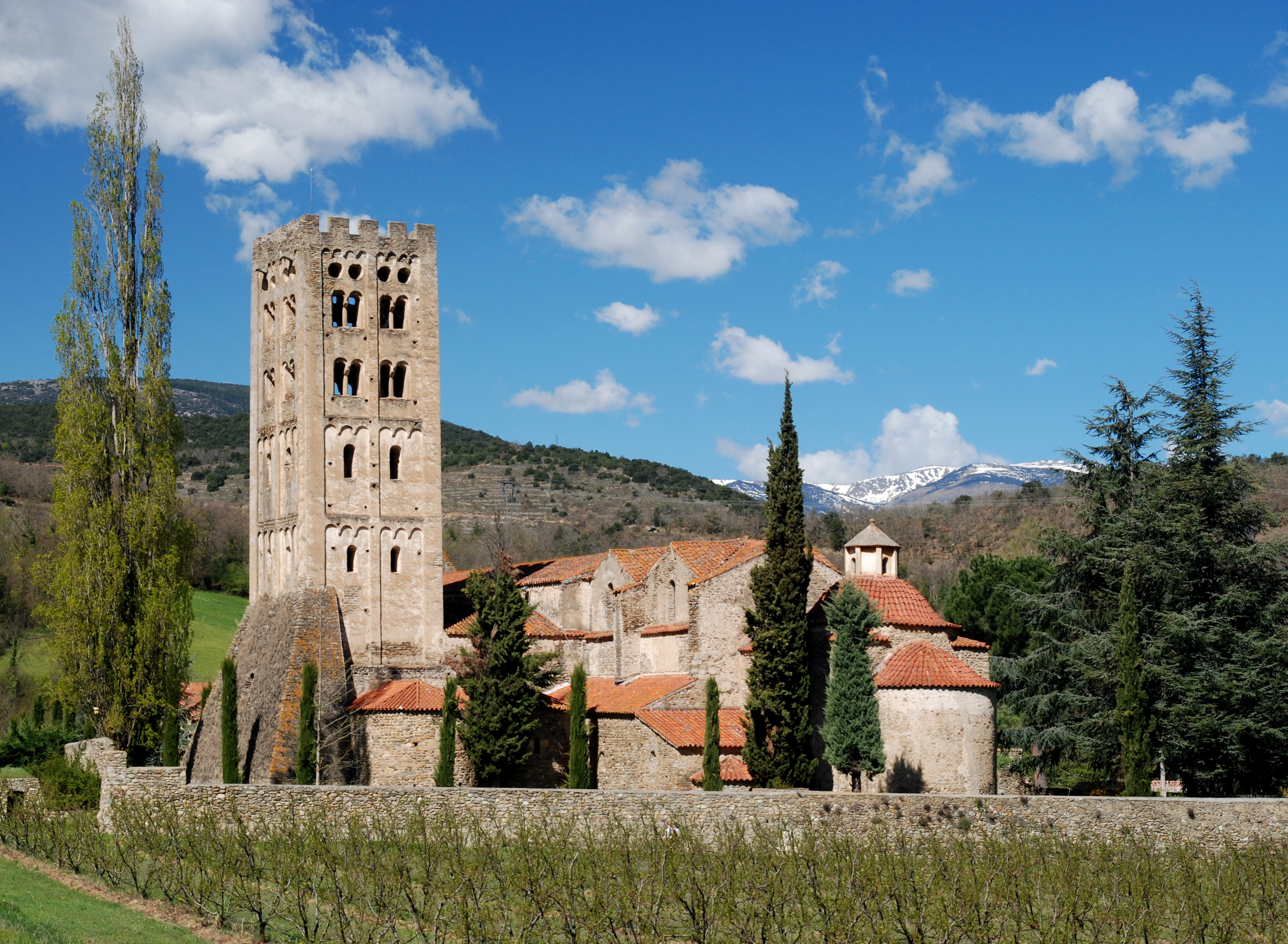
Ancienne abbaye de Saint-Michel
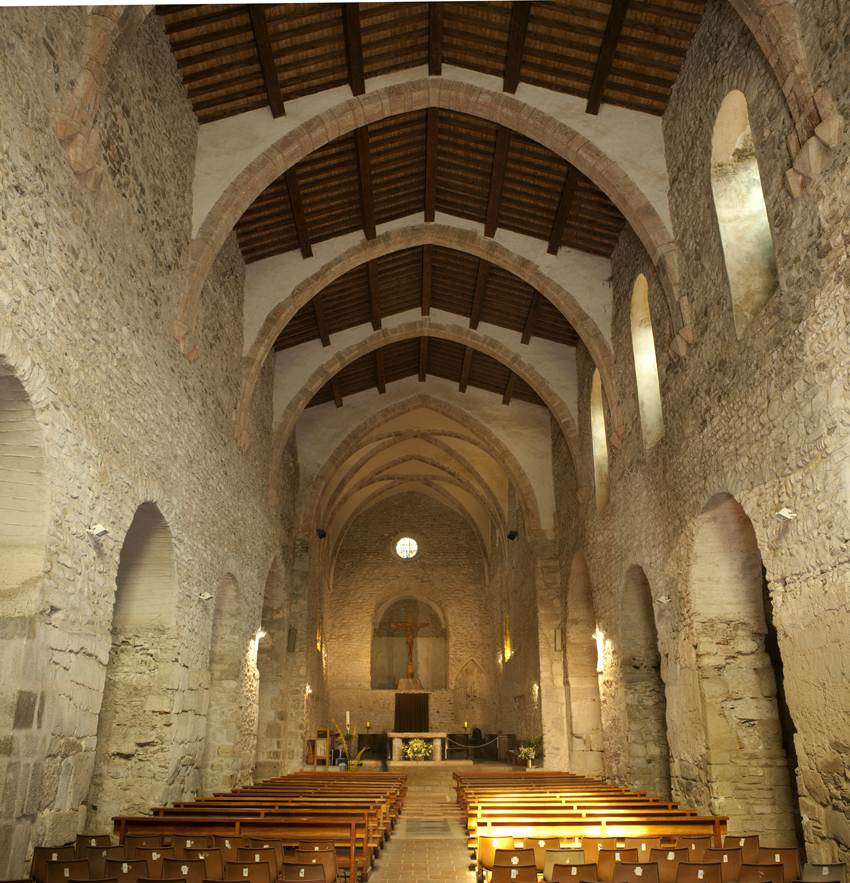
Intérieur de l'église abbatiale de Saint-Michel
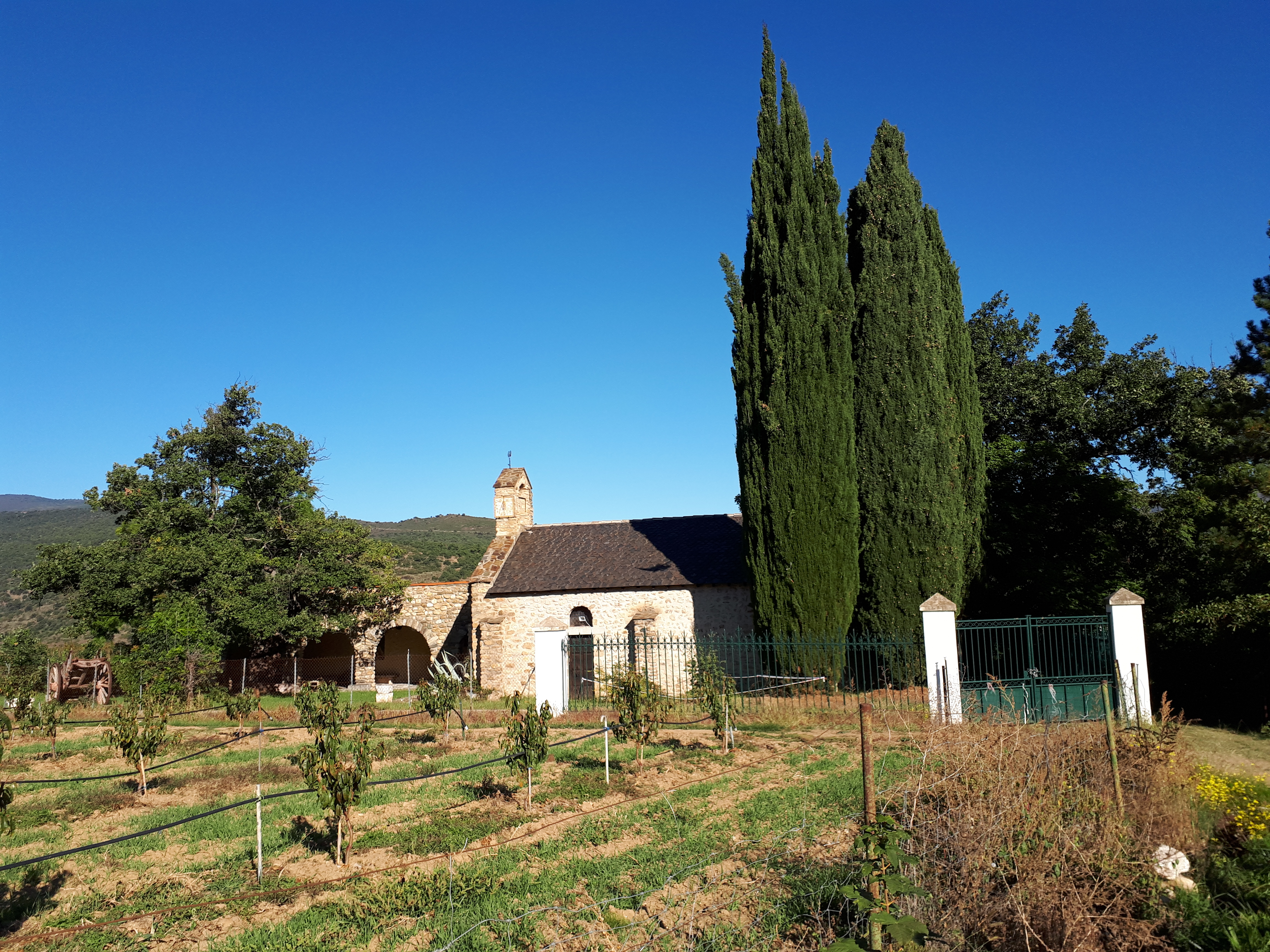
St-Jean de Dossorons

### Personnalités liées à la commune
- Pierre d'Aguilar (1719-1792) : marquis et premier maire de Perpignan, mort à Codalet.

### Héraldique
| Blason de Codalet | Blason  | De gueules au lion d'argent.                     |
| Blason de Codalet | Détails | Le statut officiel du blason reste à déterminer. |